# Anisosciadium orientale
Anisosciadium orientale är en växtart i släktet Anisosciadium och familjen flockblommiga växter. Den beskrevs av Augustin Pyrame de Candolle 1830.
Arten är en ettårig ört som förekommer från centrala Syrien till Afghanistan.